# Като, Масао
Масао Като (яп. 加藤 正夫 Като: Масао, 15 марта 1947 года — 30 декабря 2004), также известный как Кэнсэй Като (加藤 剱正 Като: Кэнсэй) — японский профессиональный игрок в го, владевший одним из основных японских титулов го — Одза — в течение 8 лет подряд, за что он получил звание почётный Одза.

## Биография
В юности Масао Като получил прозвище «убийца» за свой агрессивный атакующий стиль игры в го. Его учителем был Минору Китани — известный профессионал начала XX века. В 1979 году он выиграл пять основных титулов го — Хонъимбо, Дзюдан, Тэнгэн, Одза и Какусэй.
В начале 2004 года Като стал директором Нихон Киин и президентом Международной Федерации Го, где он стал известен тем, что отменил профессиональный квалификационный турнир Оотэаи и ввёл новую систему квалификации го профессионалов. Также, при нём было принято решение об изменении величины коми (количество очков компенсации, дающееся играющему белыми в партии го перед началом партии) с 5.5 до 6.5 очков и уменьшен контроль времени, дающийся на партию в официальных соревнованиях.
Масао Като умер 30 декабря 2004 года от ишемического инсульта. Последним из его выигранных титулов стал Агон 2003 года. В честь Като был учреждён международный онлайн-турнир по го.
Масао Като является автором книг по го Китайское Фусэки, Атака и убийство и Дебютные идеи.

## Титулы Го

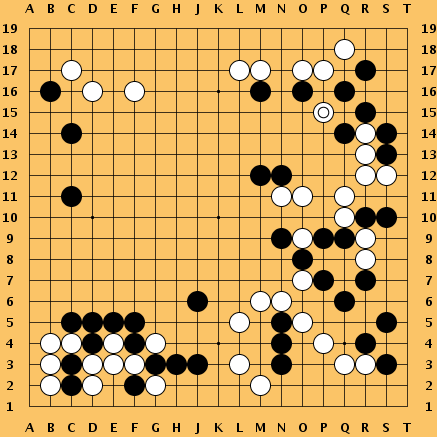
Партия Като (чёрные) против Коити Кобаяси (белые), 1986 год, матч за титул Мэйдзин.

Масао Като занимает 4 место по количеству выигранных титулов го в Японии.
| Титулы                   | Годы                        |
| ------------------------ | --------------------------- |
| Существующие             | 39                          |
| Мэйдзин                  | 1986, 1987                  |
| Хонъимбо                 | 1977-1979, 2002             |
| Дзюдан                   | 1976-1979, 1983, 1987, 1997 |
| Тэнгэн                   | 1978-1981                   |
| Одза                     | 1979, 1980, 1982—1989, 1993 |
| Госэй                    | 1977, 1987                  |
| Кубок NEC                | 1990, 1991, 1996            |
| Кубок Агон               | 1995, 1996, 2003            |
| Кубок NHK                | 1988                        |
| Рюсэй                    | 1998, 2001                  |
| Ранее существовавшие     | 6                           |
| Чемпионат по быстрому го | 1988, 1994                  |
| Какусэй                  | 1980, 1986, 1995, 1996      |

Участие в розыгрыше
| Титулы                   | Годы                         |
| ------------------------ | ---------------------------- |
| Существующие             | 30                           |
| Кисэй                    | 1978, 1988, 1991             |
| Мэйдзин                  | 1981, 1988                   |
| Хонъимбо                 | 1969, 1980, 1995, 1997, 2003 |
| Дзюдан                   | 1980, 1984, 1988, 1998       |
| Тэнгэн                   | 1982, 1991                   |
| Одза                     | 1981, 1990, 1994             |
| Госэй                    | 1978, 1981, 1984, 1988       |
| Кубок NEC                | 1992, 1999, 2000             |
| Кубок Агон               | 1997                         |
| Кубок NHK                | 1974, 1993, 1994             |
| Ранее существовавшие     | 15                           |
| Какусэй                  | 1993, 1997—1999              |
| Чемпионат по быстрому го | 1980, 1984, 1989, 1998, 1999 |
| Синъэй                   | 1975                         |
| Чемпионат Нихон Ки-ин    | 1974                         |
| Asahi Pro Best Ten       | 1970, 1975                   |
| Дайити-и                 | 1971                         |
| Prime Minister Cup       | 1973                         |